# 卡羅爾縣 (印第安納州)
卡羅爾縣（英語：Carroll County）是美國印地安納州中北部偏西的一個縣。面積971平方公里。根據美國2000年人口普查，共有人口20,166。縣治德爾菲。
成立於1828年，縣名紀念卡羅頓的查爾斯·卡洛爾（Charles Carroll of Carrollton），《美國獨立宣言》簽署者中唯一的天主教徒及最晚去世者。